# Carabus cancellatus
Carabus cancellatus là một loài bọ cánh cứng trong họ Carabidae, phổ biến ở Trung, Bắc Âu và Xibia. Nó cũng được du nhập vào Bắc Mỹ. Chiều dài của nó là 18–27 mm.

## Hình ảnh

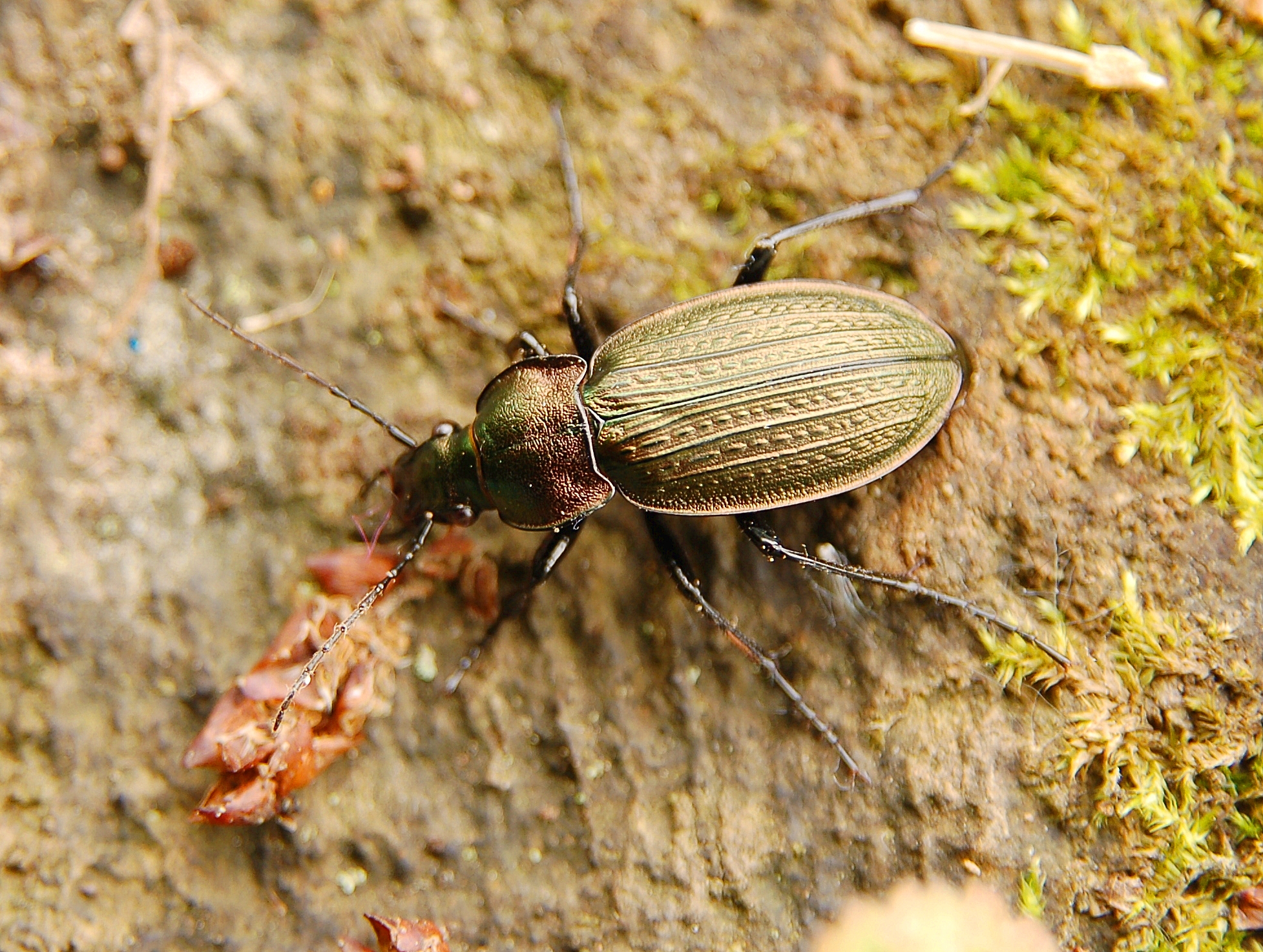
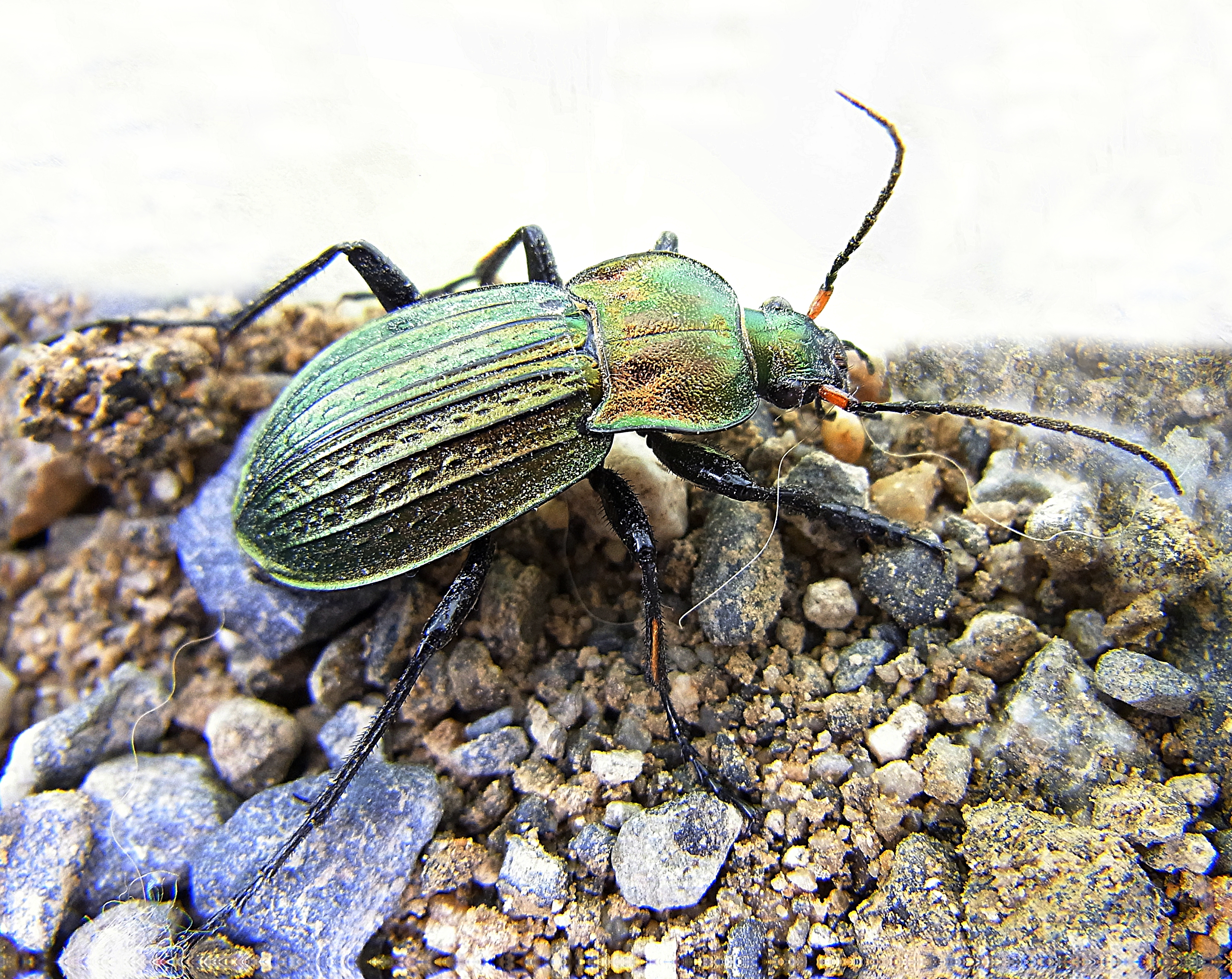
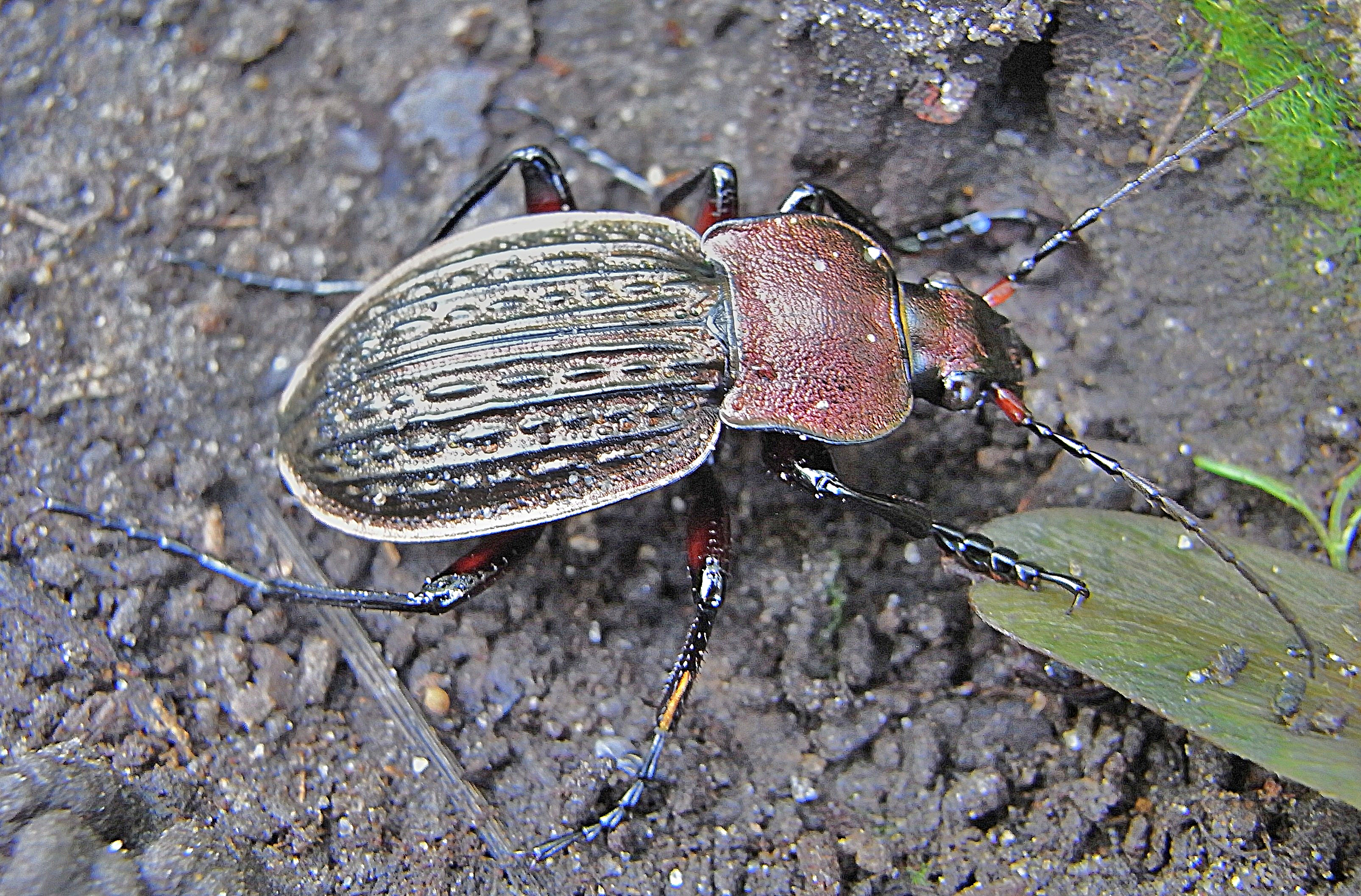
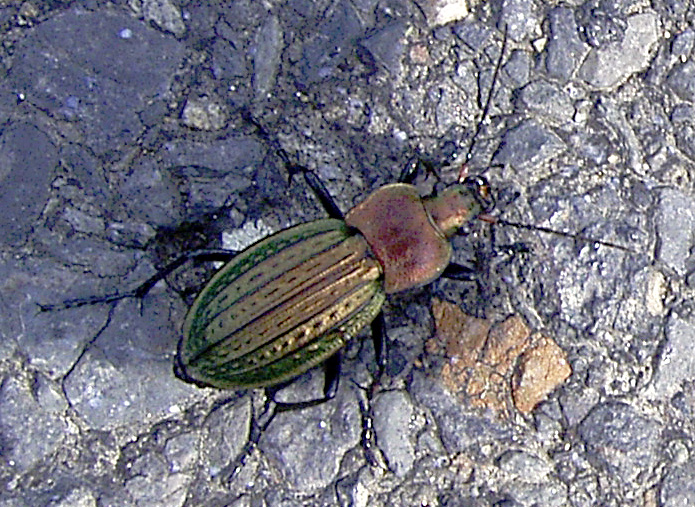

## Phân loài
Loài này có 9 phân loài:
Carabus cancellatus alessiensis Apfelbeck 1901
Carabus cancellatus cancellatus Illiger, 1798
Carabus cancellatus carinatus Charpentier, 1825
Carabus cancellatus corpulentus Kraatz, 1880
Carabus cancellatus emarginatus Duftschmid, 1812
Carabus cancellatus excisus Dejean, 1826
Carabus cancellatus graniger Palliardi, 1825
Carabus cancellatus tibiscinus Csiki, 1906
Carabus cancellatus tuberculatus Dejean, 1826